# 루구향

루구 향의 위치

루구향(중국어: 鹿谷鄉, 병음: Lùgǔ Xiāng)은 대만 난터우 현의 향이다. 넓이는 141.8981km2이고, 인구는 2015년 8월 기준으로 18,323명이다.

## 지리
난터우 현의 중부에 위치하고 북쪽으로 지지 진, 동쪽으로 수이리 향, 신이 향, 서쪽과 남쪽으로 주산 진과 접한다.

## 역사
루구 향의 가장 오래된 기록으로는 1741년 전후로 장주의 사람들이 번자료 및 대구원(현재의 루이톈 촌 및 칭수이 촌)으로 이주한 기록이 있다. 이후 천주의 사람들이 임포(현재의 주산 진)로 이주했고 그 후 주변 지역이 개발되어 초향장(현재의 추샹 촌), 신료장(루구 촌), 평자정장(슈펑 촌), 차광료장(광싱 촌), 소반천장(주린 촌, 주펑 촌), 내수피장(허야 촌) 등의 취락이 형성되어 현재에 이르고 있다. 한 때 강자료(羌仔寮)라고 불리고 있었지만 1920년의 지방 제 실시 때 강자료의 의미를 취해 일본식 이름인 시카타니(鹿谷)로 개칭되었다.